# Лінгвістична семантика
Лінгвістична семантика (грец. semantikos - те, що позначає) – розділ мовознавства, що вивчає план змісту мови, значення та смисл її одиниць у мові й мовленні. Становлення цієї науки відбулося ще у XIX ст. У 1825 р. німецький лінгвіст X. Райзіг у своїх лекціях у Галле запропонував назвати науку про значення семасіологією (від гр. semasia - значення). У 1839 р. його учень Ф. Хаазе опублікував ці лекції і таким чином термін «семасіологія» увійшов до наукового вжитку мовознавчих студій. Лінгвісти пропонували й інші позначення цієї галузі: сематологія (С. Коллін) й семологія (А. Норен). Термін «семантика» був уведений пізніше, у 1883 р. французьким дослідником М. Бреалем, від фр. la semantique. Дещо раніше, у 1878 році, він ужив цей термін у приватному листі до А. де Губернатиса.

## Напрями лінгвістичної семантики

### Ономасілогічний та семасіологічний аспекти
У 1903 р. дослідник А. Цаунер остаточно розмежував лінгвістичну семантику на два напрями. Першу галузь, спрямовану на дослідження зовнішньої форми й закріплення за нею значень, він назвав ономасіологією, іншу - семасіологією. Отже, відокремлення семасіології насамперед пов’язане з виділенням двох ракурсів аналізу слова: ономасіологічного (номінативнорепрезентативного), що апелює до орієнтації мовної одиниці на ментальний зв’язок зі світом дійсності, та семасіологічного (внутрішньоструктурного), який репрезентує слово відносно інших одиниць мови в лінійному ряді або в парадигматичних групах.

### Сильна і слабка семантика
Загалом лінгвістична семантика представлена кількома напрямами, які переважно перебувають на межі з іншими галузями мовознавства або іншими науками. І. Кобозєва, слідом за У. Куайном, поділяє лінгвістичну семантику на два напрями: сильну (зовнішню) семантику як варіант логічної семантики, представлену логічними численнями фрагментів світу, протиставлену синтаксису й пов’язану з істиннісною інтерпретацією висловлень; і слабку (внутрішню) семантику, що прирівнює значення до ментальних явищ, способів відображення світу у свідомості носіїв мови. У межах внутрішньої семантики розрізняють фоно- та психосемантику, лексичну, граматичну семантику (у її складі виокремлюють словотвірну, морфологічну та синтаксичну семантику), семантику тексту, когнітивну семантику, яка має різноманітні підходи до опису значень і змістового рівня природної мови.